# 主軸
主軸（しゅじく、main spindle）とは工作機械の一部。加工を施す工作物、または工具を取り付けて回転させるその工作機械で最も主要な軸のこと。スピンドル、シャフトともいう。
主軸は加工に対する応力によって曲げやねじりなどの作用を受けるので、これによって変位や振動がないように十分な剛性を持って正確に回転する必要がある。このため主軸を支持する主軸受には精密な転がり軸受が用いられる。
中ぐり主軸、主軸ユニット、フライス主軸、カッタスピンドル、ドリルスピンドル、ホブ主軸、といし軸、バフ軸、工作主軸、ワークスピンドル、ワークアーバ、創成研削主軸などは主軸と呼ばれることがあるが、多くの場合1台の工作機に対して主軸はひとつである。

## 主軸の種類

### 旋盤
旋盤における主軸とは主にチャックを取り付けてワークに回転運動を与える軸のことである。

### フライス盤

#### 立てフライス盤
立てフライス盤における主軸とは主にツーリングによって取り付けられるフライスやエンドミルなどの切削工具に対して回転運動を与える軸のことである。

#### 横フライス盤
フライス盤における主軸とはアーバを介してフライスを取り付け回転運動を与える軸のことである。アーバはアーバ支えによって両端を支えられるため、主軸にかかる切削応力は小さくなる。

### ボール盤
ボール盤における主軸とはドリルやリーマなどの切削工具を取り付けて回転運動を与え、かつ伸縮することによって送りを与える軸のことである。

### 研削盤
研削盤においてはワークが回転される場合はその軸を主軸という。それ以外の場合は砥石車の取り付けられる軸を主軸ということもある。

### 歯車形削り盤
歯車形削り盤における主軸とは、ワークテーブルに回転運動を与えるための軸のことでワークスピンドルという。歯車形削り盤やまがりばかさ歯車歯切り盤などに共通して構成される。
また、ピニオンカッタを取り付けて、往復運動または回転運動を与えるカッタスピンドルも主軸と呼ばれることがある